# بنجخووو
بنجخووو (به لهستانی:  Będziechowo) یک روستا در لهستان است که در گمینا گوووچتسه واقع شده‌است. بنجخووو ۱۴۱ نفر جمعیت دارد.